# AT-1
AT-1 – radzieckie działo samobieżne kalibru 76,2 mm skonstruowane w drugiej połowie lat 30. XX wieku.
W latach 1932–1933 w biurze projektowym fabryki nr 174 w Leningradzie pod kierunkiem S. Ginzburga zaprojektowano działo samobieżne wykorzystujące podwozie czołgu T-26. Pierwszy prototyp tego działa powstał jednak dopiero w 1935 roku. Przedłużenie prac było spowodowane prawdopodobnie koniecznością uwzględnienia wyników prób odrzuconego przez RKKA z powodu znikomej przydatności do zwalczania pojazdów pancernych prototypu działa SU-1. 
AT-1 został uzbrojony w armatę czołgową PS-3 kalibru 76,2 mm o lufie długości 20,5 kalibrów. Armata była umocowana w przedniej płycie pancernej. Kąt ostrzału w poziomie był równy ok. 50°, w pionie od -15° do +15°. Później zmodyfikowano mocowanie działa i kąty ostrzału zmieniły się na 40° w poziomie, i od -1,5° do 43,5° w pionie. Z prawej strony armaty zamocowany był sprzężony czkm DT.
Próby AT-1 przeprowadzono na przełomie 1935 i 1936 roku. W wyniku prób wykryto szereg drobnych wad konstrukcyjnych, ale pomimo tego przewidziano, że w 1937 roku zostanie wyprodukowanych 100 wozów AT-1. Jednak usuwanie usterek przedłużało się i w rezultacie w 1937 roku nie powstał żaden nowy AT-1. W 1938 roku wóz przeszedł kolejne próby. Poza modyfikacjami wnętrza przedziału bojowego zdecydowano się także na zastąpienie armaty PS-3 nowszą armatą L-10 kalibru 76,2 mm, o długości lufy 24 kalibrów. Jednak ostatecznie uznano, że AT-1 posiada zbyt słabe opancerzenie, a jego zadania może wypełniać produkowany już seryjnie czołg BT-7A i prace nad AT-1 przerwano. Wpływ na tę decyzję miało prawdopodobnie także aresztowanie przez NKWD odpowiedzialnych za rozwój tego działa Ginzburga i Sjaczentowa.